# Jenčice
Jenčice är en ort i Tjeckien.   Den ligger i regionen Ústí nad Labem, i den nordvästra delen av landet, 50 km nordväst om huvudstaden Prag. Jenčice ligger 227 meter över havet och antalet invånare är 316.
Terrängen runt Jenčice är kuperad åt nordväst, men åt sydost är den platt.Runt Jenčice är det ganska tätbefolkat, med 56 invånare per kvadratkilometer. Närmaste större samhälle är Ústí nad Labem, 19,8 km norr om Jenčice. Trakten runt Jenčice består till största delen av jordbruksmark.